# Susumu Takano
Susumu Takano (高野 進, Takano Susumu, né le 21 mai 1961 à Fujinomiya) est un athlète japonais, spécialiste du 400 mètres. 

## Carrière
Lors des Jeux olympiques de 1984 (en 45 s) et ceux de 1988 (en 44 s 90), il est éliminé en demi-finales du 400 m.

### Palmarès
| Année | Compétition           | Lieu      | Résultat | Épreuve | Performance |
| ----- | --------------------- | --------- | -------- | ------- | ----------- |
| 1982  | Jeux asiatiques       | New Delhi | 1er      | 400 m   | 46 s 65     |
| 1986  | Jeux asiatiques       | Séoul     | 1er      | 400 m   | 45 s 00     |
| 1990  | Jeux asiatiques       | Pékin     | 1er      | 200 m   | 20 s 94     |
| 1991  | Championnats du monde | Tokyo     | 7e       | 400 m   | 45 s 39     |
| 1992  | Jeux olympiques       | Barcelone | 8e       | 400 m   | 45 s 18     |

- Champion du Japon sur 200 mètres : 1983.
- Champion du Japon sur 400 mètres : 1982, 1985 - 1988, 1991 - 1992[1].

### Records
| Épreuve    | Performance | Lieu  | Date         |
| ---------- | ----------- | ----- | ------------ |
| 400 mètres | 44 s 78     | Tokyo | 16 juin 1991 |